# Kansupus formosanus
Kansupus formosanus är en mångfotingart som beskrevs av Karl Wilhelm Verhoeff 1939. Kansupus formosanus ingår i släktet Kansupus och familjen orangeridubbelfotingar. Inga underarter finns listade i Catalogue of Life.